# Leopolda Dostalová
Leopolda Dostalová (ur. 23 stycznia 1879 w Pradze, zm. 17 czerwca 1972 tamże) – czeska aktorka. 

## Życiorys
Urodziła się w Veleslavin w Pradze. Jej ojciec – Leopol Dostal – był właścicielem ziemskim, a jej matka – Maria Anna z domu Kallmünzerova – aktorką teatralną. Była ich czwartym dzieckiem, miała dziesięcioro rodzeństwa.
Zaczynała jako amatorska aktorka w Podiebradach, gdzie jej talent odkrył reżyser Jaroslav Kvapil. Dzięki niemu zaczęła prywatnie studiować aktorstwo u Hany Kvapilovej. W 1899 roku wystąpiła po raz pierwszy na profesjonalnej scenie jako gość reżysera K. Švandy w Smíchovie.
W październiku 1901 była zaangażowana w działalność w Teatru Narodowego w Pradze i w latach 1920–1924 z dwiema krótkimi przerwami w działalność Teatru na Vinohradach, później w latach 1942–1945. Przeszła na krótką emeryturę podczas okupacji hitlerowskiej (od 31 lipca do maja 1945) i powróciła do pracy w teatrze po jej zakończeniu i pracowała jako członek dramatu do 1959. Po 1959 pracowała w Teatrze Narodowym w Pradze (do 1969), a od 1969–1971 grała w Teatrze za Bramą.
Była dwukrotnie zamężna. Najpierw wyszła za mąż za śpiewaka Václava Klimenta, a po jego śmierci za rzeźbiarza Karela Dvořáka.
Zmarła 17 czerwca 1972 w wieku 93 lat. Pochowana została na Cmentarzu Olszańskim w Pradze.

## Kariera aktorska

### Teatr
W latach 1883–1969 w Teatrze Narodowym w Pradze wystąpiła w 344 rolach i przedstawieniach.

### Filmy
Wystąpiła w dziesięciu filmach. Po raz pierwszym w dramacie Psohlavci z 1931 roku, gdzie wcieliła się w rolę matki głównego bohatera. Grała także m.in. dyrektorkę internatu w komedii Dziewczyny tego nie robią (cz. ĚVČATA NEDEJTE SE!) czy w rolę cioci Hedvik w melodramacie Czarny Dom (cz. KOUZELNÝ DŮM).

### Telewizja
Mimo podeszłego wieku, postanowiła spróbować swoich sił także w produkacjach telewizyjnych, m.in. w telewizyjnej adaptacji Jana Husa czy w sztuce Koniec wielkiej ery. Występowała także w programach rozrywkowych Telewizji Czechosłowackiej.

## Nagrody
- 1924 Nagroda narodowa (cz. Státní cena)[5]
- 1946 Nagroda narodowa (cz. Státní cena)[5]
- 1947 tytuł Artysty narodowego (cz. národní umělec)[5]
- 1958 Order pracy (cz. Řád práce)[5]